# Arrondissement Moulins
Das Arrondissement Moulins ist ein Verwaltungsbezirk im Département Allier in der französischen Region Auvergne-Rhône-Alpes. Hauptort (Präfektur) ist Moulins.

## Geschichte
Am 4. März 1790 wurde mit der Gründung des Départements Allier auch ein District de Moulins gegründet, der allerdings kleiner war als das jetzige Arrondissement. Der Distrikt wurde mit der Gründung der Arrondissements am 17. Februar 1800 erweitert und als Arrondissement Moulins gegründet.
Am 10. September 1926 kamen Teile des zu dem Zeitpunkt aufgelösten Arrondissements Gannat hinzu.

## Geografie
Das Arrondissement grenzt im Nordwesten an das Arrondissement Saint-Amand-Montrond im Département Cher (Region Centre-Val de Loire), im Norden an das Arrondissement Nevers im Département Nièvre, im Osten an das Arrondissement Charolles im Département Saône-et-Loire, im Süden an das Arrondissement Vichy und im Westen an das Arrondissement Montluçon.

## Gemeinden
Die Gemeinden des Arrondissements Moulins sind:
| 1. Agonges (03002)                | 2. Aubigny (03009)                  | 3. Aurouër (03011)              | 4. Autry-Issards (03012)           |
| 5. Avermes (03013)                | 6. Bagneux (03015)                  | 7. Bessay-sur-Allier (03025)    | 8. Besson (03026)                  |
| 9. Bourbon-l’Archambault (03036)  | 10. Bresnay (03039)                 | 11. Bressolles (03040)          | 12. Buxières-les-Mines (03046)     |
| 13. Chapeau (03054)               | 14. La Chapelle-aux-Chasses (03057) | 15. Château-sur-Allier (03064)  | 16. Châtel-de-Neuvre (03065)       |
| 17. Châtillon (03069)             | 18. Chemilly (03073)                | 19. Chevagnes (03074)           | 20. Chézy (03076)                  |
| 21. Coulandon (03085)             | 22. Couzon (03090)                  | 23. Cressanges (03092)          | 24. Deux-Chaises (03099)           |
| 25. Franchesse (03117)            | 26. Gannay-sur-Loire (03119)        | 27. Garnat-sur-Engièvre (03120) | 28. Gennetines (03121)             |
| 29. Gipcy (03122)                 | 30. Gouise (03124)                  | 31. Limoise (03146)             | 32. Louroux-Bourbonnais (03150)    |
| 33. Lurcy-Lévis (03155)           | 34. Lusigny (03156)                 | 35. Marigny (03162)             | 36. Meillard (03169)               |
| 37. Meillers (03170)              | 38. Montbeugny (03180)              | 39. Le Montet (03183)           | 40. Montilly (03184)               |
| 41. Moulins (03190)               | 42. Neuilly-le-Réal (03197)         | 43. Neure (03198)               | 44. Neuvy (03200)                  |
| 45. Noyant-d’Allier (03202)       | 46. Paray-le-Frésil (03203)         | 47. Pouzy-Mésangy (03210)       | 48. Rocles (03214)                 |
| 49. Saint-Aubin-le-Monial (03218) | 50. Saint-Ennemond (03229)          | 51. Saint-Hilaire (03238)       | 52. Saint-Léopardin-d’Augy (03241) |
| 53. Saint-Martin-des-Lais (03245) | 54. Saint-Menoux (03247)            | 55. Saint-Plaisir (03251)       | 56. Saint-Sornin (03260)           |
| 57. Souvigny (03275)              | 58. Thiel-sur-Acolin (03283)        | 59. Toulon-sur-Allier (03286)   | 60. Treban (03287)                 |
| 61. Trévol (03290)                | 62. Tronget (03292)                 | 63. Le Veurdre (03309)          | 64. Vieure (03312)                 |
| 65. Villeneuve-sur-Allier (03316) | 66. Ygrande (03320)                 | 67. Yzeure (03321)              |                                    |

Der namensgebende Hauptort Moulins ist mit 19.344 Einwohnern gleichzeitig die größte Gemeinde des Arrondissements, gefolgt von Yzeure mit 12.670 Einwohnern (beide Stand 1. Januar 2022).

## Neuordnung der Arrondissements 2017

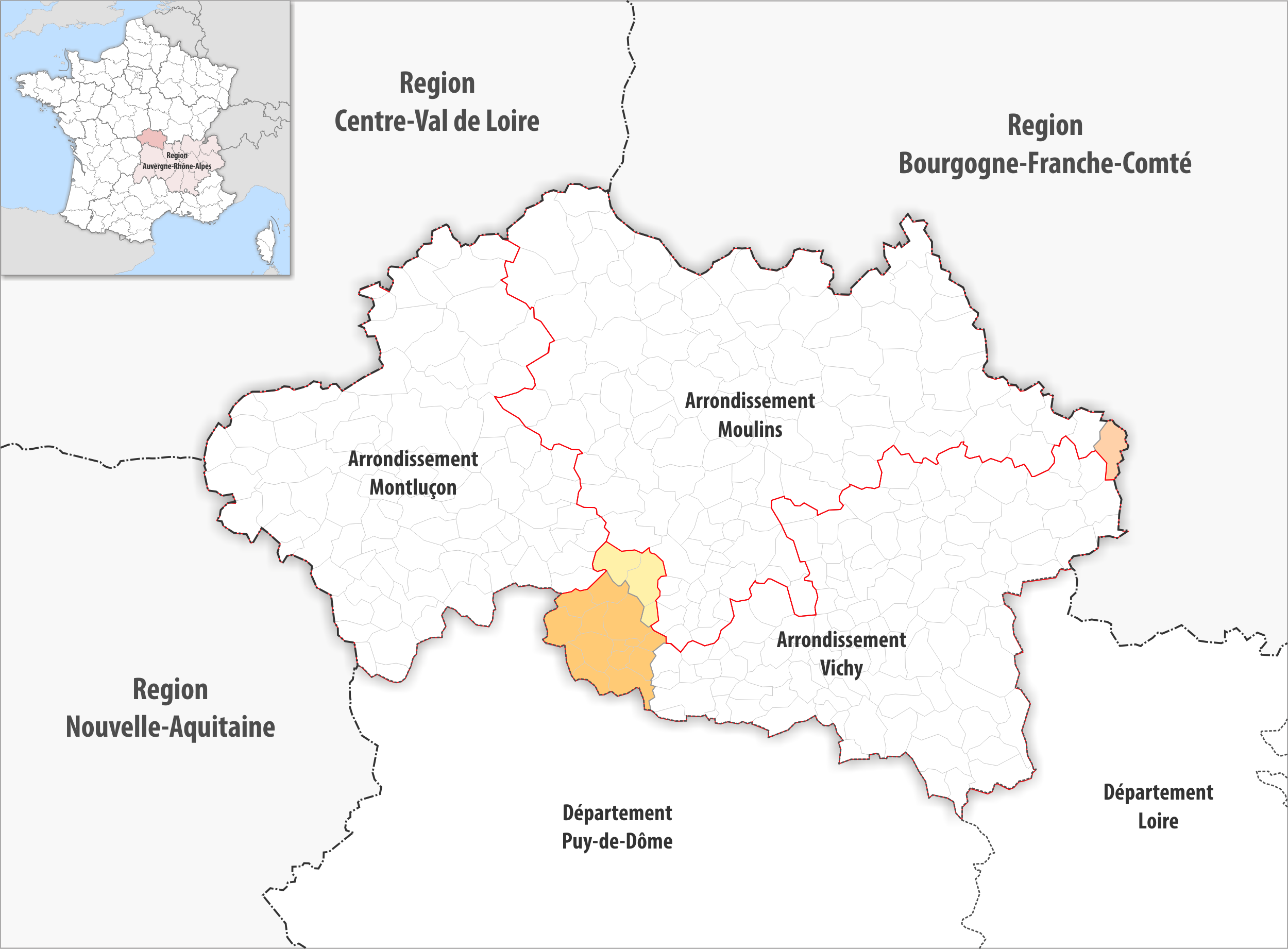
Arrondissementsanpassungen im Jahr 2017

Durch die Neuordnung der Arrondissements im Jahr 2017 wurden die 3 Gemeinden Chezelle, Monestier und Target aus dem Arrondissement Moulins dem Arrondissement Vichy zugewiesen. Die Gemeinde Chassenard wechselte vom Arrondissement Vichy zum Arrondissement Moulins.

## Neuordnung der Arrondissements 2024
Der Erlass der Präfektin der Region Auvergne-Rhône-Alpes vom 2. Januar 2024 legte mit Wirkung zum 1. Januar 2024 eine Neuordnung des Zuschnitts der Arrondissements des Départements Allier fest.
- Die Gemeinde Louroux-Bourbonnais wechselte vom Arrondissement Montluçon zum Arrondissement Moulins.
- Die Gemeinden Couleuvre und Voussac wechselten vom Arrondissement Moulins zum Arrondissement Montluçon.
- Die folgenden 41 Gemeinden wechselten vom Arrondissement Moulins zum Arrondissement Vichy: Barberier, Bayet, Beaulon, Bransat, Cesset, Chantelle, Chareil-Cintrat, Charroux, Chassenard, Contigny, Coulanges, Deneuille-lès-Chantelle, Diou, Dompierre-sur-Besbre, Étroussat, La Ferté-Hauterive, Fleuriel, Fourilles, Laféline, Loriges, Louchy-Montfand, Marcenat, Mercy, Molinet, Monétay-sur-Allier, Monétay-sur-Loire, Montord, Paray-sous-Briailles, Pierrefitte-sur-Loire, Saint-Gérand-de-Vaux, Saint-Germain-de-Salles, Saint-Pourçain-sur-Besbre, Saint-Pourçain-sur-Sioule, Saint-Voir, Saligny-sur-Roudon, Saulcet, Taxat-Senat, Le Theil, Ussel-d’Allier, Vaumas und Verneuil-en-Bourbonnais.